# الیزابت دامی
الیزابت دامی (به ایتالیایی: Elisabetta Dami) (متولد ۱ ژانویه ۱۹۵۸)، یک نویسنده کودک و نوجوان است و به خاطر خلق کتاب جرونیمو استیلتن شهرت دارد.

## زندگی‌نامه
او دختر رئیس انتشاراتی بود به نام پیرو دامی (انتشارات دامی در سال ۱۹۷۲ ابداع شد). در سن سیزده سالگی کار او آغاز شده است، کارهای او در جهان چاپ و نشر شده است به عنوان یک نویسنده برای خانواده کسب و کار ایجاد کرده است، او درنوزده سالگی اولین داستان کوتاه خود را نوشت.
او عاشق ماجراجویی است. او مجوز خلبانی و چتربازی را در سن ۲۰ سالگی گرفت و در سن ۲۴ سالگی یک دوره آموزشی معروف در مدارس مرزی خارج از کشور در مین، در ایالات متحده، به پایان رساند.

### ایجاد جرونیمو استیلتن
تجربه او به عنوان یک خیر در بیمارستان کودکان ایده نوشتن مجموعه کتابی شد که یک موش قهرمان آن باشد اسم این کتاب جرونیمو استیلتن است.
در حالی که من به عنوان داوطلب در بیمارستان کار می‌کردم یاد حرف پچ آدامز افتادم که می‌گفت کودکان نیاز به خنده بهتری دارند پس من کتاب‌های جرونیمو استیلن را درست کردم تا بتونم با یک شخصیت موش دست و پا چلفتی بچه هارا بخندانم
پس از آن داستان‌های جرونیمو استیلتن به ۴۸ زبان ترجمه شده‌اند در سراسر جهان این کتاب‌ها به ۱۳۰ میلیون نسخه به فروش می‌روند این مجموعه کتاب در ایتالیا به تنهایی در ۳۲ میلیون نسخه به فروش می‌رود.

### کار خیریه
در سال ۲۰۱۶ او الیزابت دامی اونلوس را تأسیس کرد تا به کودکان بیمار کمک کند و سطح آگاهی بقیه را از این مشکل بیفزاید